# Battle Abbey

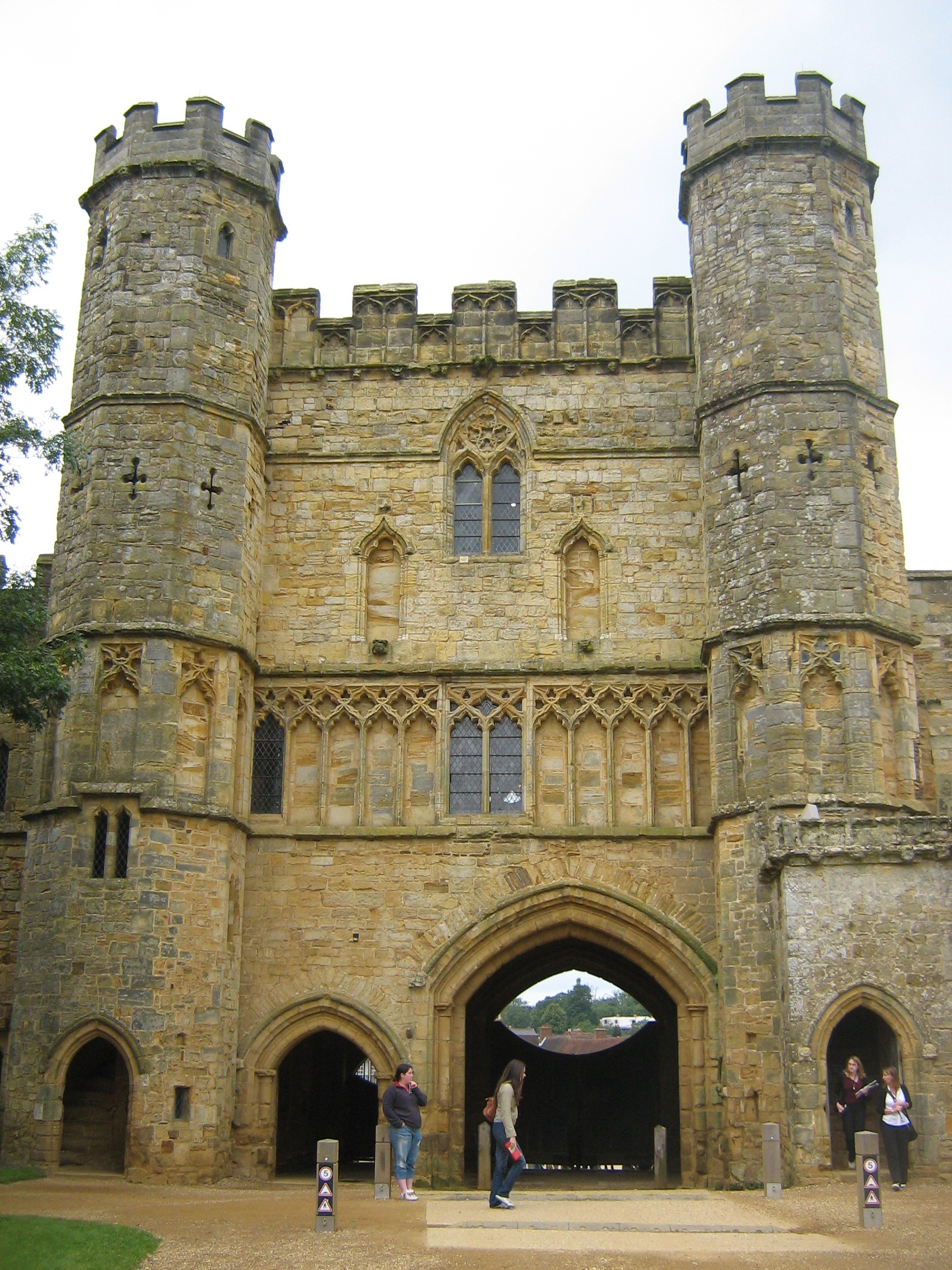
Torhaus von Battle Abbey

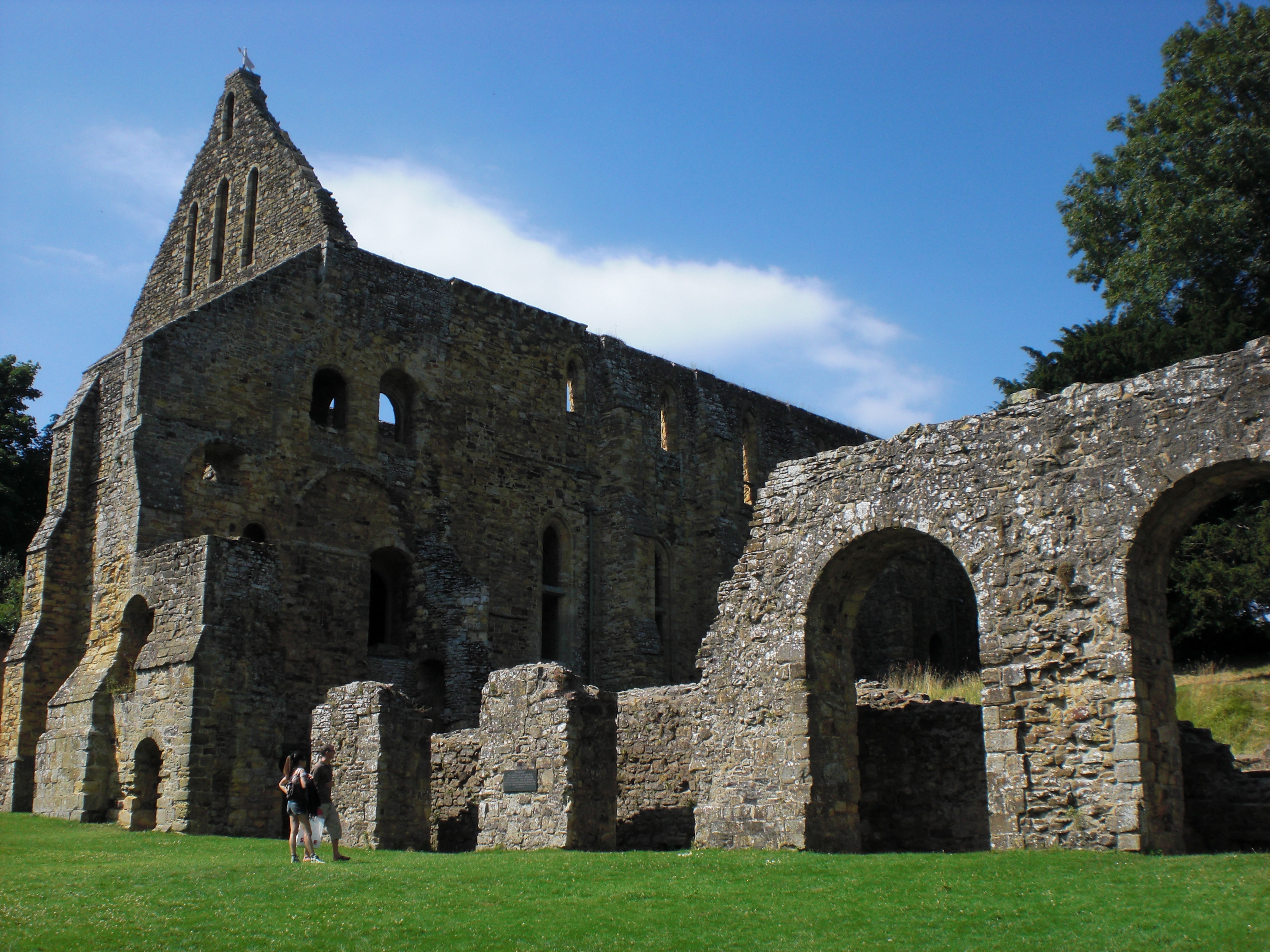
Battle Abbey

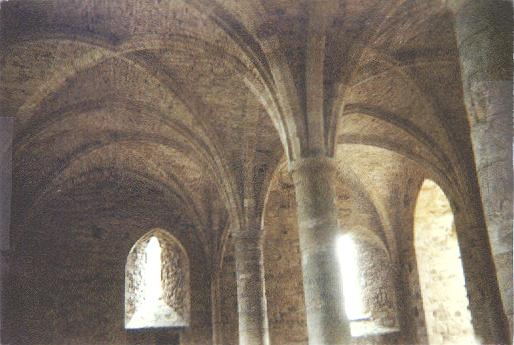
Deckengewölbe im ehemaligen Schlafraum der Novizen

Battle Abbey (mit vollem Namen: St. Martin's Abbey of the Place of Battle) ist eine heute teilweise zerstörte ehemalige Klosteranlage in der Kleinstadt Battle in East Sussex, England, etwa 8 km von Hastings entfernt. Das Kloster wurde auf Anordnung von Wilhelm dem Eroberer (1027/28–1087) an der Stelle errichtet, wo am 14. Oktober 1066 die Schlacht bei Hastings stattfand, um an die Leute zu erinnern, die in der Schlacht ihr Leben verloren hatten. Um das Kloster entstand nach und nach die kleine Stadt Battle. 
Teile der ehemaligen Abteigebäude beherbergen seit 1922 eine Schule. Die ehemalige Klosterkirche ist vollständig zerstört; nur noch Grundmauern der Apsis sind im Boden zu sehen. Das Gelände dient heute als (Freilicht-)Museum zur Schlacht bei Hastings. Jedes Jahr zum Jahrestag der Schlacht spielen dort Reenactment-Gruppen aus ganz Europa die Schlacht nach. 2016 wurde das Jahr der Normannische Eroberung Englands insbesondere an diesem Platz begangen. Die Anlagen der Battle Abbey und des Schlachtfeldes werden heute vom English Heritage verwaltet. Die Ausstellung im Informationszentrum informiert zusammen mit dem Audio-Kommentar und Informationstafeln im Gelände umfangreich zur Schlacht und zur 950-jährigen Geschichte des Areals. Es ist so konzipiert, dass alle drei Medien zusammen funktionieren und sich ergänzen. Für den Besuch wird Eintritt erhoben. Mitglieder (auch Zeitmitglieder) des English Heritage erhalten kostenlosen Zugang und Audioguide.

## Gründung
Im Jahre 1070 trug Papst Alexander II. den Normannen auf, Buße für die große Zahl der von ihnen bei der Eroberung Englands getöteten Menschen zu leisten. Daraufhin befahl König Wilhelm der Eroberer den Bau einer Abtei am Ort der Schlacht von Hastings, um damit ihrer Opfer zu gedenken. Der Altar sollte an der Stelle stehen, an der König Harald II. gefallen war. Der Bau wurde 1070 in Angriff genommen, aber erst lange nach Wilhelms Tod vollendet.

### Gründungslegende
Der Legende nach soll Wilhelm allerdings bereits am Vorabend der Schlacht gelobt haben, im Falle des Sieges ein Kloster zu stiften. Ein Mönch namens William der Schmied aus dem Benediktiner-Kloster Marmoutier bei Tours soll dies gehört und Wilhelm nach seiner Krönung in Westminster daran erinnert haben. Wilhelm stand zu seinem Gelöbnis und beauftragte den Mönch mit der Durchführung. Dieser reiste nach Marmoutier, kehrte mit vier Klosterbrüdern zurück, und plante einen Bau etwas westlich von der ihm aufgetragenen Stelle, da auf dem Ort der Schlacht kein Wasser vorhanden war. Wilhelm war darob ungehalten und befahl, an der angewiesenen Stelle zu bauen; er werde, mit Gottes Hilfe, so für sein Kloster sorgen, dass dort mehr Wein sein werde als Wasser in den anderen Klöstern Englands. Auf den Einwand, dass es dort keine geeigneten Bausteine gebe, antwortete er, dass er Stein aus Caen bringen lassen werde. Dazu kam es dann nicht, denn man fand einen Steinbruch in der Nähe.

## Geschichte
Die Abtei wurde reichlich mit Ländereien und Gütern ausgestattet und von der Aufsicht durch Bischöfe und königliche Beamte befreit (Exemtion). Der Bau war jedoch erst im Jahr 1076 so weit fortgeschritten, dass man einen Abt bestellen konnte. Robert Blancard, einer der von William dem Schmied ausgewählten vier Mönche, wurde designiert, starb jedoch, noch bevor er nach Battle gelangen konnte. Daraufhin wurde Gauzbert von Marmoutier nach England gesandt und zum ersten Abt von „St Martin am Ort der Schlacht“ („St. Martin’s of the place of Battle“) geweiht.
Unter Abt Gauzbert wurde die Klosterkirche fertiggestellt und 1094, während der Herrschaft von Wilhelms Sohn Wilhelm Rufus, durch den Hl. Anselm, Erzbischof von Canterbury, im Beisein des Königs geweiht. Gauzbert ließ auch die Dormitorien bauen. Gauzberts Nachfolger, Abt Henry, baute den steinernen Torturm, der später Teil des während des Hundertjährigen Kriegs zum besseren Schutz erbauten Torhauskomplexes wurde. Unter dem vierten Abt, Walter de Luci, wurde der Kreuzgang erneuert, von dem heute nur noch Reste geblieben sind. In seine Amtszeit fiel auch der erste Versuch, die Exemtion aufzuheben: der Bischof von Chichester wandte sich an den Papst, der Abt an König Stephan, aber der Streit wurde erst unter Stephans Nachfolger Heinrich II. zugunsten der Abtei entschieden.
Während der Regierungszeit von Heinrichs Sohn Johann Ohneland, der dem Kloster gegen Zahlung einer erheblichen Summe die Wahl seines Abtes gestattete, verlor Battle Abbey viel von seiner königlichen Patronage. Schon 1233 kam es zu einer erneuten Anfechtung der klösterlichen Exemption, als Bischof Ralph de Neville von Chichester bei Papst Gregor IX. Anspruch auf die Aufsicht über die Abtei erhob. Noch einmal gelang es, die Unabhängigkeit zu bewahren. Das 13. Jahrhundert sah danach weitgehende bauliche Erneuerungen und Erweiterungen, einschließlich der neuen Residenz des Abtes, im Stil der so genannten Early English Gotik.
Im 14. Jahrhundert war die Abtei durch mehrfache Einfälle französischer Heere in Sussex und Kent im Hundertjährigen Krieg (1337–1453) bedroht. Daher baute man 1338–1339 das mächtige Torhaus mit seinen Wehrgängen und Zinnen. Die Häupter Wilhelms, siegesfroh lächelnd, und Haralds, sorgenvoll nach Verstärkungen ausschauend, sind im Torgang abgebildet. Die Abtei organisierte auch die Verteidigung der Gegend um Pevensey und Romney und führte ein militärisches Aufgebot zur Abwehr französischer Marodeure bei Winchelsea. Die Pestepidemie, die England 1348–1350 heimsuchte, wütete auch in Battle Abbey, und die Zahl der Mönche erreichte danach nie wieder den Stand des frühen 14. Jahrhunderts.

## Aufhebung und Zerstörung
Das Kloster, damals mit einem jährlichen Einkommen von 800 Pfund noch immer eines der wohlhabendsten in England, wurde 1538 während der Auflösung der englischen Klöster (1538–1541) zur Zeit Heinrichs VIII. aufgehoben und größtenteils zerstört. Heinrich gab es mitsamt seinem Grundbesitz an Sir Anthony Browne. Dieser ließ die Kirche, das Kapitelhaus und den Kreuzgang abreißen bzw. als Steinbruch missbrauchen und das Haus des Abts in einen Landsitz umgestalten.

## Spätere Nutzung

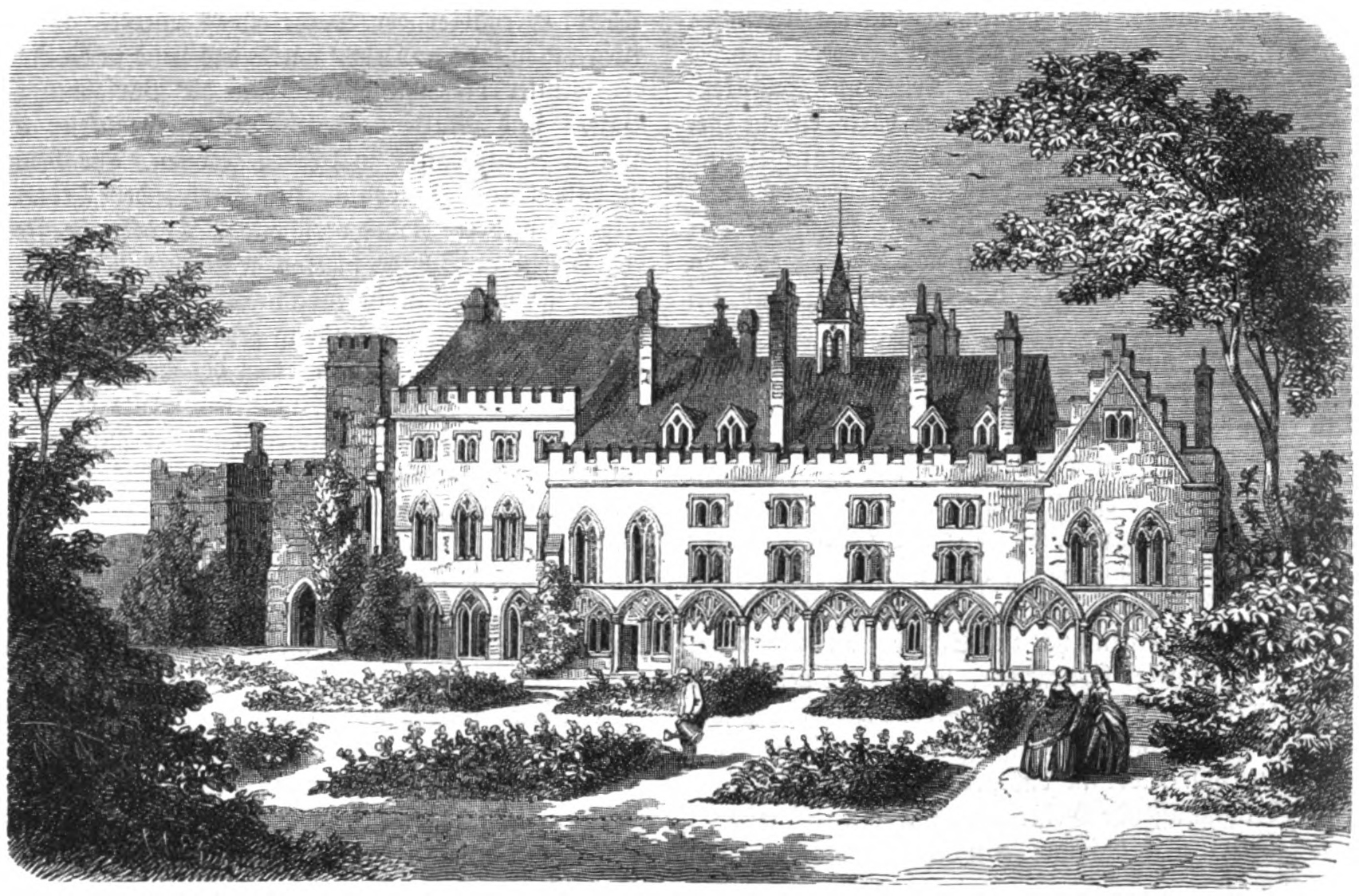
Battle Abbey

Sir Thomas Webster (1677–1751) kaufte das Anwesen im Jahre 1715, und bis 1858 blieb es im Besitz seiner Nachkommen. Dann wurde es an Lord Harry Vane, den späteren Duke of Cleveland, verkauft. Nach dem Tod von dessen Witwe, 1901, erwarb es wiederum die Familie Webster. 1922 wurde die Anlage in eine private Internatsschule für Mädchen umgewandelt, die Battle Abbey School, in der im Zweiten Weltkrieg zeitweise kanadische Truppen einquartiert waren. Die Erben des letzten Baronets Webster verkauften Battle Abbey 1976 an die britische Regierung, die dazu eine großzügige Spende amerikanischer Mäzene erhielt. Die Anlage ist heute unter der Verwaltung der staatlichen Kommission English Heritage, wird aber weiterhin von der Schule genutzt, die seit der Zusammenlegung mit der Glengorse and Hydneye School im Jahr 1989 koedukationell betrieben wird. Im Jahr 1995 folgte dann die Zusammenlegung mit der Charters Ancaster School. Besucher sind normalerweise nicht erlaubt. Während der Sommerferien kann man Teile der ehemaligen Abtresidenz besichtigen, in der (gegen entsprechende Bezahlung) auch Hochzeiten zelebriert werden können.

## Heutiger Zustand

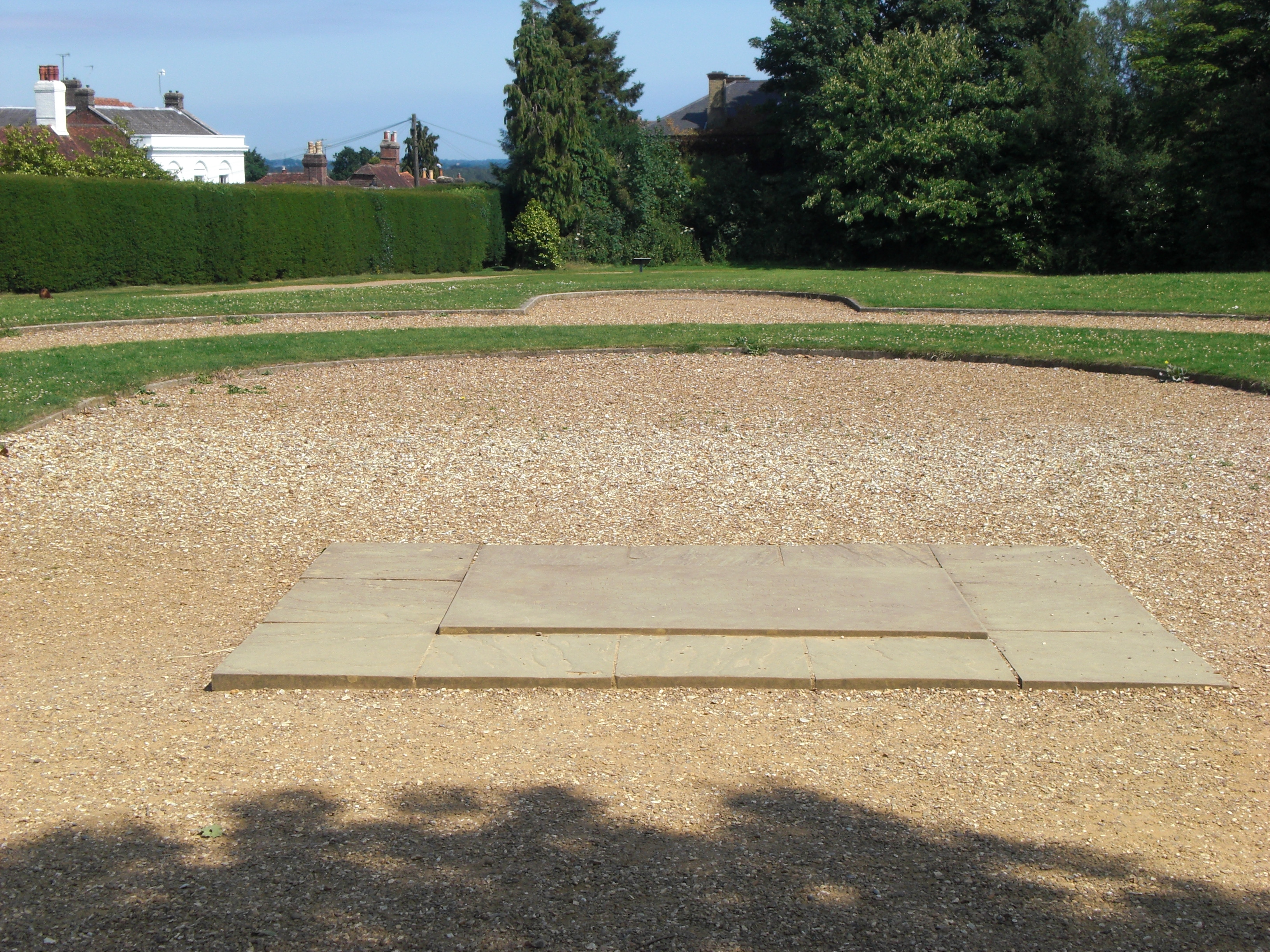
Grundriss der ehemaligen Kapelle mit einem Gedenkstein an der Stelle des ehemaligen Altares

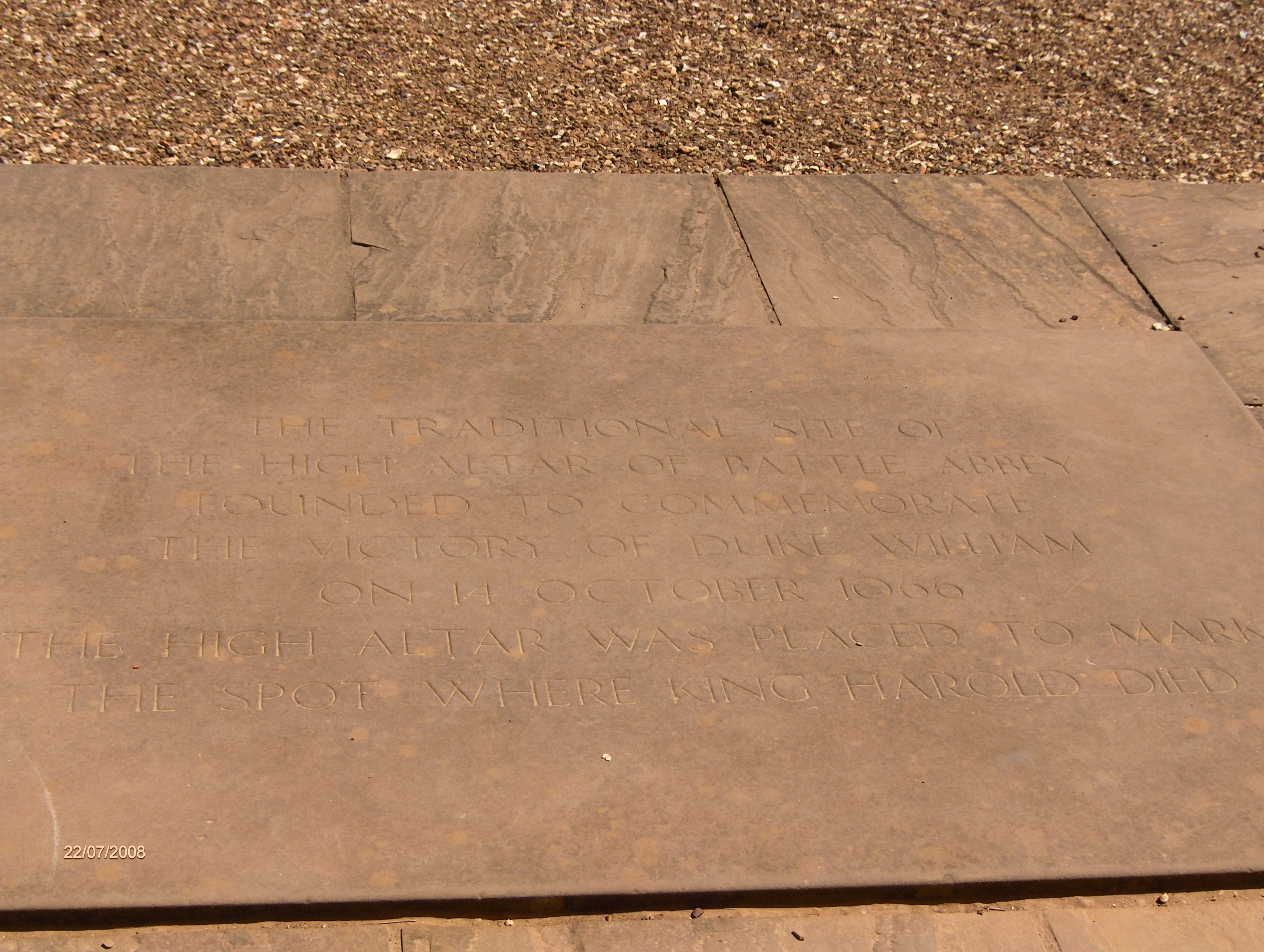
Inschrift des Gedenksteins

Von der Abteikirche sind nur noch Grundmauerreste im Boden geblieben. Die Stelle, an der ehemals der Altar stand und damit den Ort kennzeichnete, an dem König Harald fiel, ist durch eine Gedenkplatte auf dem Boden markiert. Die Ruine und das umliegende Schlachtfeld sind ein beliebtes Ziel für Besucher. 2023 betrug die Besucherzahl etwa 124.000 Personen.
Jährlicher Höhepunkt ist das dem 14. Oktober nächstliegende Wochenende, an dem ein Reenactment der Schlacht aufgeführt wird.
Im Jahre 2006 nahmen etwa 2000 Laien-Schauspieler daran teil, die von 25.000 zahlenden Zuschauern angefeuert wurden.